# 西班牙国家生物技术中心
西班牙国家生物技术中心（简称： CNB）是高等科学研究理事会(CSIC) 的一部分，是西班牙最大的公共研究机构。
西班牙国家生物技术中心成立于1992年。旨在促进先进生物技术和分子生物学的研究，并在基础研究和工业应用之间发挥纽带作用。

## 使命
西班牙国家生物技术中心的使命是创造科学知识，并将其应用于解决人类和动物健康问题、环境和农业挑战，同时与产业界合作并确保技术转让。
西班牙国家生物技术中心负责培训工作人员，为公司和公共机构提供生物技术方面的咨询，并在专业期刊和新闻媒体上发表其科学活动。
西班牙国家生物技术中心最重要的使命如下：
- 将生命科学研究的重点放在以知识为基础的社会和经济上
- 将这些知识作为应用于健康、农业和环境的工具
- 为学术界和私营公司提供新技术服务
- 鼓励私营企业参与生物问题的研究和开发

## 研究

艾滋病毒结构示意图。马里亚诺-埃斯特万（Mariano Esteban）小组研制出一种疫苗，并已通过第一阶段临床试验

CNB是一个多学科研究中心，主要研究领域包括结构生物学、分子生物学、病毒学、微生物学、植物生物学、免疫学和肿瘤学，以及系统生物学和合成生物学。研究成果被用于产生有用的应用。
具体项目侧重于大型大分子的结构生物学、基因组学和功能蛋白质组学、生物计算工具的开发、细胞生长和癌症的控制、衰老和细胞凋亡的机制、慢性自身免疫性疾病、传染病和癌症类疾病的动物模型的开发、人类和农场动物疫苗的制造、提高植物生产力和抗环境压力能力的工具的开发、基于微生物的环境恢复新工艺的开发、抗生素和水解酶的生产以及免疫调节化合物的发现。
系统与合成生物学项目提供了计算和材料工具，用于模拟复杂的生物现象并在生物技术方向对其进行重新编程。

## 技术转让

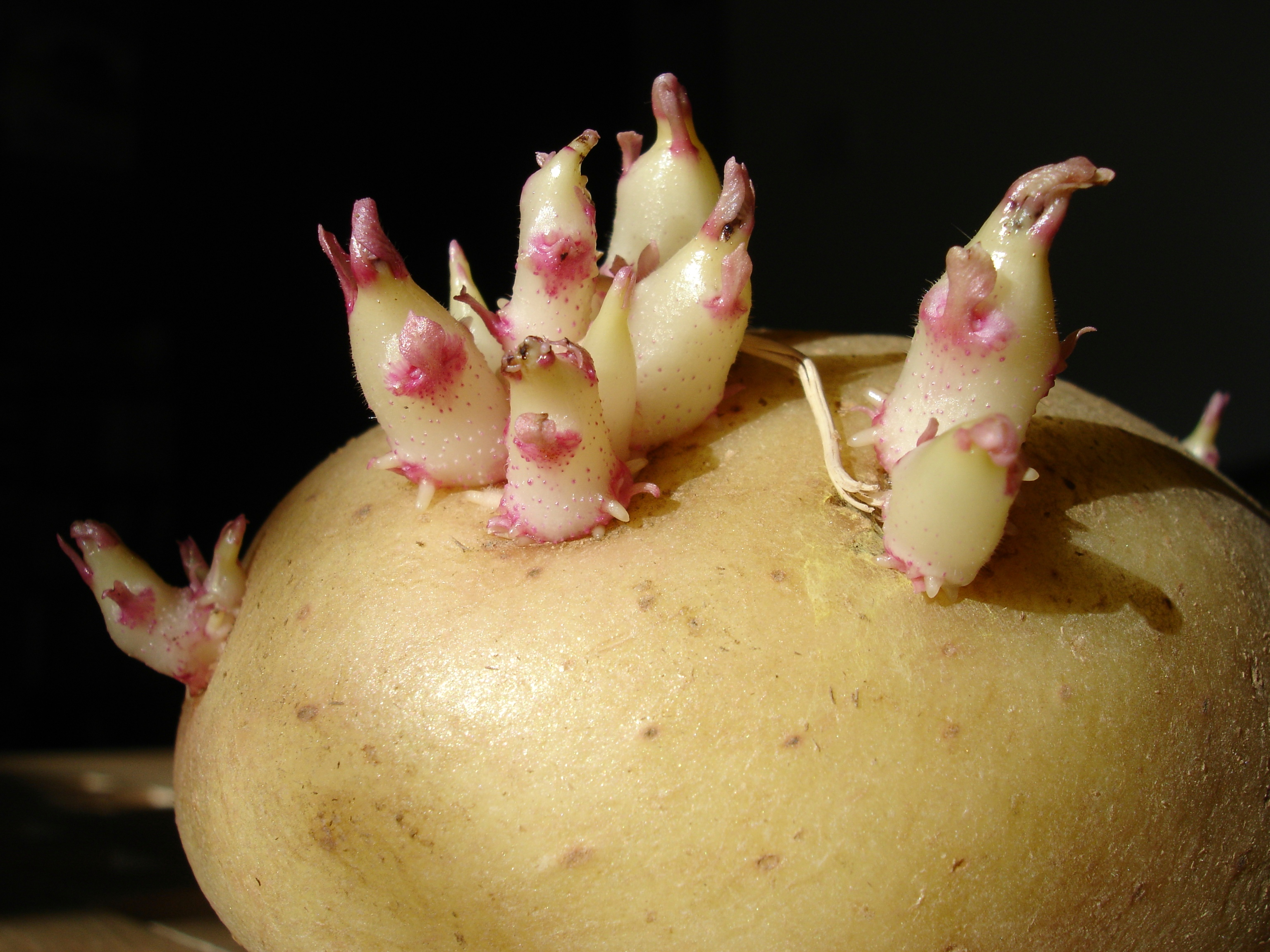
Salomé Prat研究小组培育出了可以在撒哈拉以南非洲地区生长的转基因土豆。

作为生物技术中心，西班牙国家生物技术中心在2005-2009年期间与世界各地的公司签订了 225份研究合同（总金额达3740万欧元）。
同期，共申请了87项专利，其中33项为新发明，33项为进入国际PCT阶段的申请，21项主要为欧洲和美国申请。其中13项专利已获得许可。2005年至2009年期间，西班牙国家生物技术中心的科学家成立了五家生物技术公司，其中一些公司是在西班牙国家生物技术中心分拆孵化器内成立的。西班牙国家生物技术中心是西班牙最大的生物技术企业协会 ASEBIO的成员，并与其他成员保持定期联系，寻求共同关心的问题；其中包括企业和西班牙国家生物技术中心向不同政府机构申请的多项联合拨款。其中，有12个项目在2005-2009年期间获得了 PETRI和PROFIT等计划的资助（总额达 187万欧元）。

## 组织
它是西班牙最大的研究机构之一，截至2011年12月，共有员工676人。其中科研人员381人（65名首席科学家、10名助理研究员、113名博士生和198名博士后科学家），技术和行政人员236人。
西班牙国家生物技术中心下设五个部门：
- 高分子结构研究室
- 分子与细胞生物学系
- 微生物生物技术系
- 植物遗传学系
- 免疫学和肿瘤学系

以及系统与合成生物学项目

## 董事
| 年           | 导演                          |
| ------------ | ----------------------------- |
| 1987 - 1990  | Michael Parkhouse             |
| 1990 - 1992  | José López Carrascosa         |
| 1992 - 2003  | Mariano Esteban               |
| 2003 - 2007  | José Ramón Naranjo Orovio     |
| 自 2007 年起 | José María Valpuesta Moralejo |